# Francesc Xavier Gambús i Ballvé
Francesc Xavier Gambús i Ballvé (Reus, 22 d'agost de 1883 - Auch, Gascunya, 1970) més conegut com a Xavier Gambús va ser un escriptor i polític català.
Formà part del Grup Modernista de Reus, una colla de joves lletraferits que es reunien a l'entorn de la llibreria "La Regional" que portava Josep Aladern. Va ser un dels fundadors de la Lliga Catalanista de Reus, i periodista del seu Butlletí i del diari catalanista Lo Somatent, del que en va arribar a ser director Va col·laborar també a altres diaris reusencs (Foment) i a diverses revistes locals, com ara la Revista del Centre de Lectura, Reus Tranquil, Lo Ventall, La Palma, i en algunes de Barcelona. Va fundar a Reus el 1905 Pàtria Nova: periòdic nacionalista, de tendència republicana. El 1906 es va traslladar a Barcelona i va treballar a la redacció d'El Poble Català, fins al 1913, en què se'n va separar perquè defensava idees d'esquerres i nacionalistes. Des de Barcelona col·laborà en la revista reusenca Foc Nou, que van treure alguns companys seus del Grup Modernista. El 1912-1913 va dirigir El gall: setmanari nacionalista. Es va acostar al radicalisme, primer fundant un periòdic lerrouxista en català, L'Avençada, i, amb l'ingrés al Partit Radical el 1914 va entrar a la redacció de El Progreso, periòdic lerrouxista. El 1919 va ser elegit regidor de l'Ajuntament de Barcelona pel Partit Radical, càrrec que va exercir fins al 1922. Durant la Segona República ingressà a Izquierda Republicana.
Va obtenir el premi literari dels Jocs Florals de Reus, i un altre premi als Jocs Florals d'Olot el 1910 (amb la novel·la Ànimes primitives). La seva dedicació a la literatura va ser ocasional, i la seva tasca com a escriptor és majoritàriament periodística. Va conrear la poesia en la seva primera joventut, que segons l'historiador de la cultura reusenca Joaquim Santasusagna, eren versos imperfectes "sense color ni vibració", però afegeix que alguns poemes seus dedicats a Provença en un número extraordinari de la Revista del Centre de Lectura de l'any 1904 són correctes, "ben tallats i expressius".
Va marxar a l'exili el 1939 i va morir a Auch (Gascunya, França) el 1970. Té un carrer dedicat a la seva ciutat natal
Els seus descendents van ser impressors a Reus fins que als anys noranta del segle xx la impremta, que tenien a Reus a la Plaça de la Farinera, va tancar després d'un greu accident del darrer dels Gambús.